# Asarum minus
Asarum minus là một loài thực vật có hoa trong họ Aristolochiaceae. Loài này được Ashe mô tả khoa học đầu tiên năm 1897.